# Alte Holsten-Brauerei Neumünster

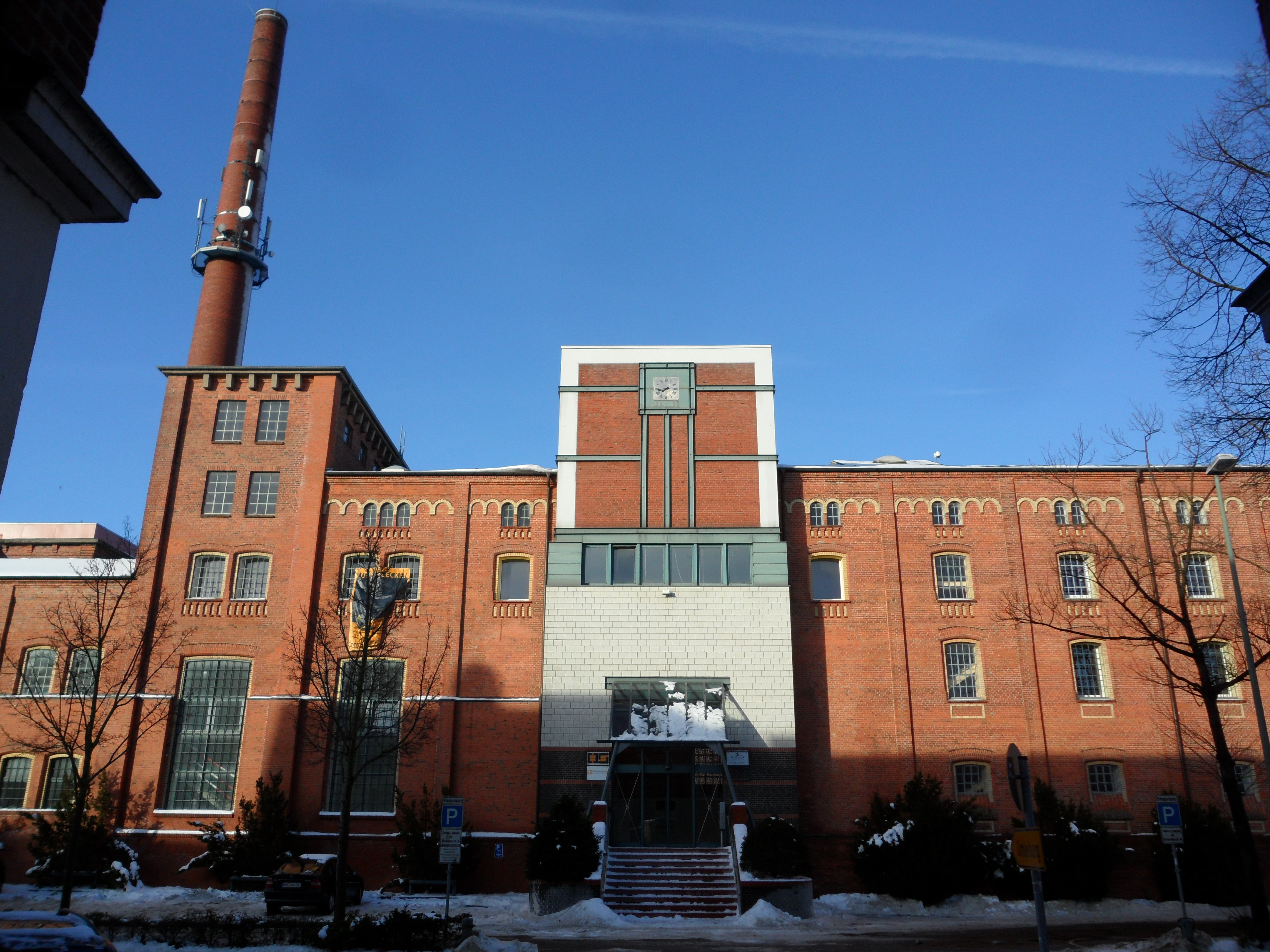
Haupteingang der alten Holsten-Brauerei

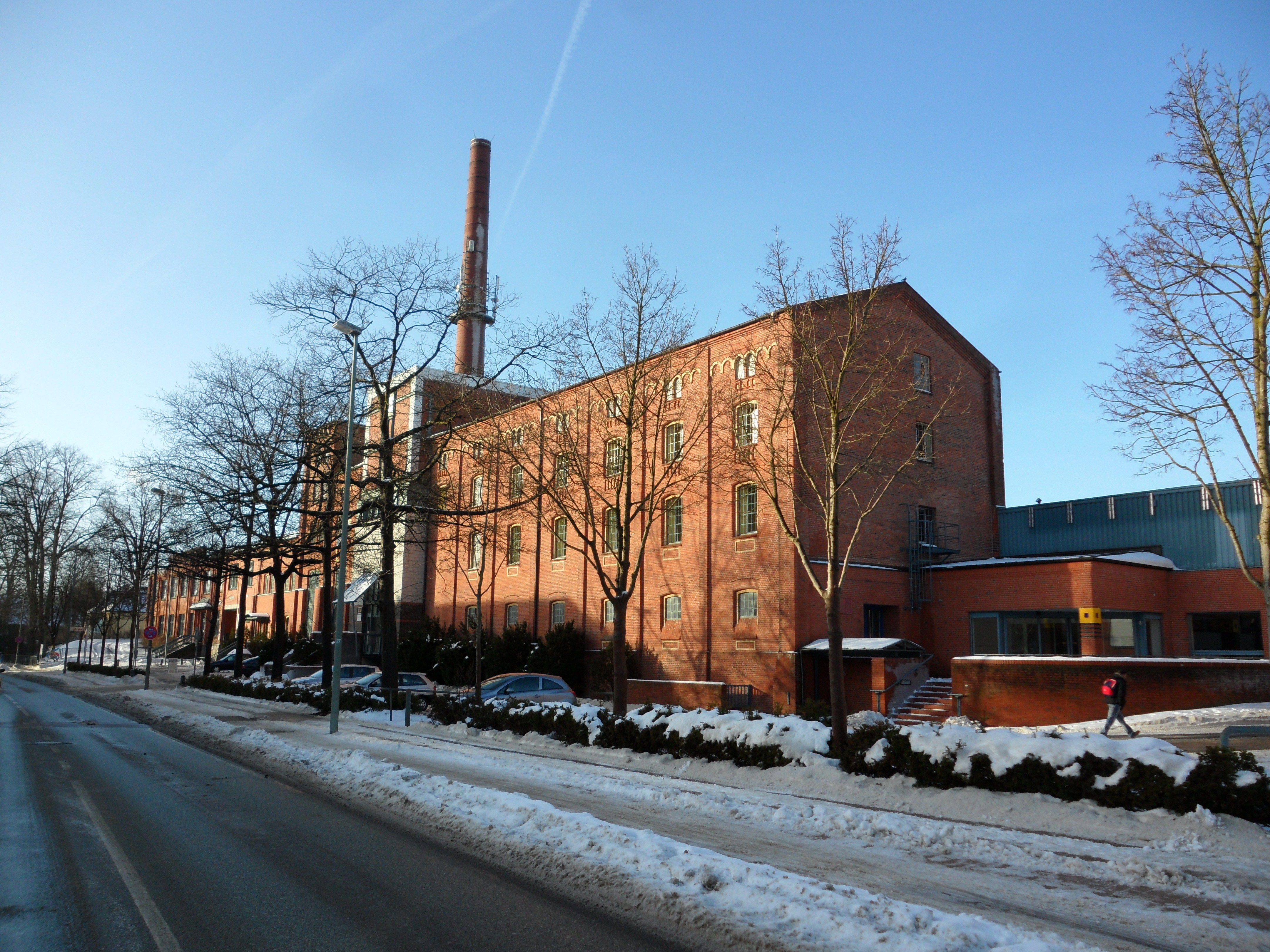
Gebäudekomplex der ehemaligen Betriebsstätte Neumünster der Holsten-Brauerei

Das Gebäude der ehemaligen Holsten-Brauerei Neumünster befindet sich in der Brachenfelder Straße in Neumünster, in Schleswig-Holstein. Heute heißt der Gebäudekomplex Alte Holsten-Brauerei und umfasst eine Fläche von etwa 20.000 m².
Von der Kommanditgesellschaft D. H. Hinselmann & Co, einer Brauerei, die seit 1760 am Großflecken in Neumünster obergäriges Braunbier herstellte, wurde der Bau des neuen Brauereigebäudes in Auftrag gegeben, um hier auch helles untergäriges Lagerbier zu brauen. Der Grundstein wurde am 11. März 1874 gelegt, das Gebäude ist größtenteils aus rotem Backstein erbaut. Seit 1864 befand sich an dieser Stelle schon ein Kühlkeller. In diesen wurde im Winter Eis von den nahe gelegenen Schwalewiesen eingelagert, um damit die Bierfässer auch im Sommer zu kühlen. Die Keller sind heute noch unter der ehemaligen Werkstatt, dem Gebäude an der Klaus-Groth Straße erhalten.

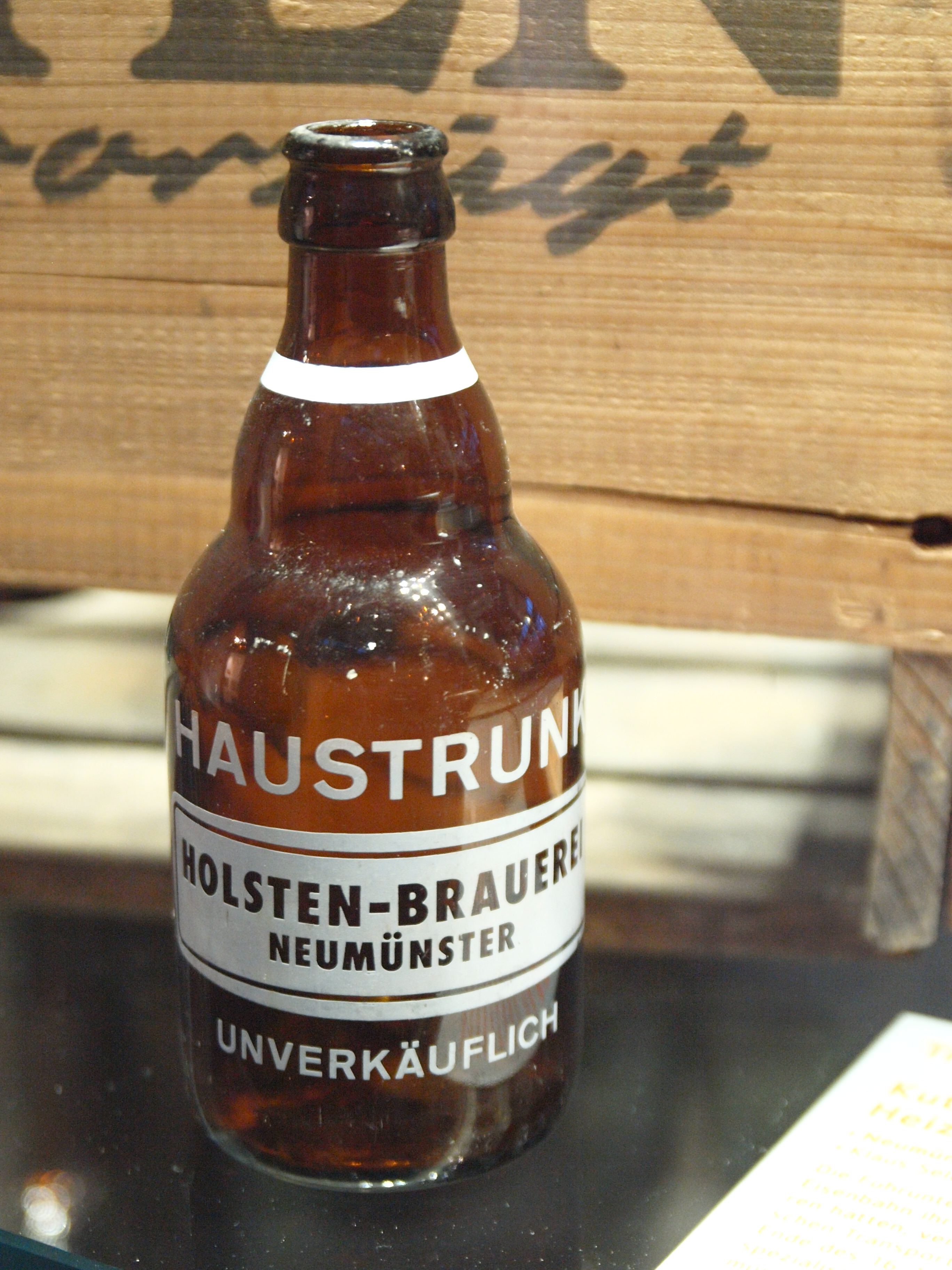
Haustrunk aus dem Betriebsteil Neumünster

Im Jahr 1922 wurde die Brauerei D. H. Hinselmann von der Holsten-Brauerei übernommen. Im Zweiten Weltkrieg wurde die Produktionsstätte in Neumünster stark beschädigt, nach dem Krieg jedoch wieder aufgebaut. In den 1960er Jahren investierte die Holsten-Brauerei noch einmal in das Werk und so entstand 1965 das Sudhaus und 1968 der Flaschenkeller mit der automatischen Abfüllanlage. Die Brauerei hatte hier eine Kapazität von etwa 500.000 Hektolitern, pro Stunde konnten bis zu 90.000 Bierdosen abgefüllt werden. Aus wirtschaftlichen Gründen wurde der sogenannte Betriebsteil Neumünster im Jahr 1986 geschlossen und im November der Betrieb eingestellt. Anschließend stand das Gebäude mehrere Jahre leer, bis es im Jahr 1992 von Uwe Janssen aus Westensee erworben und renoviert wurde.
Heute werden die Räume an Dienstleistungsunternehmen und Geschäfte vermietet, die Agentur für Arbeit unterhält hier das Berufsinformationszentrum Neumünster. Weiterhin finden Kunstausstellungen im Rahmen des Kunstfleckens in den Räumlichkeiten der alten Fabrik statt. Der Ausstellungsraum erstreckt sich über mehrere Etagen mit weiß gefliesten hohen Wänden. Dieser Raum hat seinen ursprünglichen Industriecharakter bewahrt.